# ديفيد لويس ماكفيرسن
ديفيد لويس ماكفيرسن (بالإنجليزية: David Lewis Macpherson)‏ هو سياسي كندي، ولد في 12 سبتمبر 1818 في المملكة المتحدة، وتوفي في 16 أغسطس 1896. حزبياً، نشط في حزب كندا المحافظ. انتخب رئيس مجلس الشيوخ ‏ (19 أبريل 1880 – 16 أكتوبر 1883) وانتخب رئيس مجلس الشيوخ ‏ (11 فبراير 1880 – 15 فبراير 1880) وانتخب عضو مجلس الشيوخ الكندي.

## روابط خارجية
- ديفيد لويس ماكفيرسن على موقع الموسوعة البريطانية (الإنجليزية)